# Marpissa robusta
Marpissa robusta är en spindelart som först beskrevs av Banks 1906.  Marpissa robusta ingår i släktet Marpissa och familjen hoppspindlar. Inga underarter finns listade i Catalogue of Life.